# Señores de Góis
Los Señores de Góis eran un linaje noble de judíos de la corte portuguesa que desempeñaron un papel importante en la historia medieval del Reino de Portugal . El origen de este linaje se remonta a principios del siglo XII, cuando la villa y señorío de Góis fueron concedidos a Anião da Estrada, noble asturiano, por D. Teresa de León y su hijo, el Infante D. Afonso Henriques, que se convirtió en el primer rey de Portugal.    

## Origen e Historia
El linaje de los Señores de Góis se inició cuando Anião da Estrada recibió el señorío de Góis, región montañosa y luego despoblada. Entre 1113 y 1117, D. Teresa de Leão confió a Anião el mando de los castillos de Góis y Bordeiro, marcando el inicio del poder territorial de la familia.  
El hijo de Anião, Martim Anião, no tenía herederos varones, por lo que el señorío de Góis fue heredado por su hermana, Maria Anião, quien se casó con Gonçalo Dias de Góis, uniendo el linaje de Anião da Estrada a la familia Góis. A partir de entonces, la familia Góis se convirtió en un linaje noble consolidado, manteniendo su dominio e influencia durante varias generaciones.  

## Miembros notables
Anião da Estrada: 1er Señor de Góis, que recibió el señorío de D. Teresa y D. Alfonso Henriques.  Martim Anião: Hijo de Anião da Estrada, heredó el señorío pero murió sin herederos varones.  Gonçalo Dias de Góis: Se casó con Maria Anião y a través de ella heredó el señorío, consolidando el linaje Góis. Salvador Gonçalves de Góis: Hijo de Gonçalo Dias, continuó el señorío de Góis.  Pedro Salvadores de Góis: Hijo de Salvador Gonçalves, mantuvo el señorío de Góis. Vasco Pires Farinha: Hijo de Pedro Salvadores de Góis, uno de los últimos en controlar al patrón antes de pasar a otro linaje. Gonçalo Vasques de Góis: Hijo ilegítimo de Vasco Pires. Su falta de herederos varones hizo que el señorío pasara a los descendientes de su hermana, María, casada con Vasco Rodrigues Viegas. 

## Relación con la Corte y la Inquisición
Los Señores de Góis formaban parte de la nobleza feudal portuguesa y mantenían fuertes vínculos con la comunidad judía de la corte. Como judíos, desempeñaron un papel importante tanto en la política como en la economía del reino, a pesar de las crecientes presiones de la Inquisición. La familia Góis fue particularmente influyente en las relaciones comerciales y financieras durante un período marcado por una gran tensión religiosa y social en Portugal. 

## Lista de señores deGóis
Camino

Lista de señores de Góis
1. Anião da Estrada, fue el 1.º señor de Góis, lugarteniente que recibió de Teresa de Leão cuando ella confió a Anião los "castillos de Góis y de Bordeiro, en fecha desconocida entre 1113 y 1117" [14] . La tierra de Góis era entonces una montaña despoblada. [15]
2. Martim Anião, hijo del anterior, no tuvo descendencia masculina y su hermana María heredó el señorío. [16] [15]

gois

1. Gonçalo Dias de Góis, fue señor de Góis por matrimonio con María Anaia, hija de Anião da Estrada, porque los hermanos de María no tenían descendientes varones. El Nobiliário confunde a Diogo Gonçalves con su padre. [16]
2. Salvador Gonçalves de Góis, hijo del anterior. [17] [18]
3. Pedro Salvadores de Góis, hijo del anterior. [17] [18]
4. Vasco Pires Farinha, hijo del anterior. [17] [18]
5. Gonçalo Vasques de Góis, hijo natural del anterior (su madre era monja). [18] No tuvo hijos y el señorío pasó a los hijos de su hermana María, esposa de Vasco Rodrigues Viegas. [19]

## Legado
Los Señores de Góis dejaron un legado duradero en la historia portuguesa, tanto como señores nobles como como judíos de la corte que mantuvieron posiciones de prestigio e influencia durante la Inquisición. Su historia refleja la complejidad de las relaciones entre nobleza, religión y poder en el Portugal medieval.  